# Пинч-анализ
Это статья о методологии анализа химических процессов. О компьютерном вирусе см. статью Пинч
Пинч-анализ (англ. pinch — сжатие, сужение) представляет собой методологию для минимизации потребления энергии химических процессов путём расчёта термодинамически осуществимой целевой энергии (или минимума потребления энергии) и её достижение путём оптимизации тепла рекуперации системы, методов подвода энергии и условий эксплуатации. Пинч-анализ также известен как процесс интеграции, тепловая интеграция, энергетическая интеграция или пинч-технология.
Исходные данные для процесса представляются в виде набора энергетических потоков или зависимостей тепловой нагрузки (кВт) от температуры (°С). Эти данные объединяются для всех потоков на предприятии, чтобы дать композитные кривые, одну для всех горячих потоков (отдающих тепло) и одну для всех холодных потоков (требующих тепло). Точка наибольшего сближения горячей и холодной составной кривой называется точкой пинча (или просто пинч). Для горячей и для холодной составной кривой температура пинча будет индивидуальна. В области пинча на процесс проектирования оптимальной системы теплообмена накладываются наибольшие ограничения. Таким образом, найдя эту точку и начав проектирование с неё, можно достичь целевых энергетических значений с помощью системы теплообменников путём передачи теплоты между горячими и холодными потоками в двух независимых подсистемах, выше и ниже пинча. На практике во время проведения пинч-анализа существующего процесса довольно часто существует перекрестный теплообмен между горячим потоком с температурой выше пинча и холодным потоком ниже пинча. Устранение подобных связей и создание альтернативных, позволяет улучшить процесс и достичь энергетических целей.

## История
В 1971 году Эд Хоманн в своей кандидатской диссертации (на соискание степени PhD) заявил, что «существует возможность вычислить минимально число горячих и холодных утилит, необходимых для процесса, без сведений о сети теплообменных аппаратов, способной её воплотить, а также возможно оценить требуемую площадь теплообмена».
В конце 1977 года аспирант Бодо Линнхофф под руководством доктора Джона Флауэра в Университете Лидса продемонстрировал существование узкого места для тепловой интеграции во множестве процессов – «пинча». Именно это и заложило основы методологии, известной сегодня как пинч-анализ. В последующем он присоединился к Imperial Chemical Industries (ICI), где руководил практическим приложением и дальнейшим развитием направления.
Бодо Линнхофф является создателем «Табличной задачи» – алгоритма расчета энергетических целей, а также основ расчета требуемой площади поверхности. Эти алгоритмы открыли путь для практических приложений данной методологии.
В 1982 году для продолжения работ он перешёл в Манчестерский университет технологического института (UMIST, в нынешнее время – Манчестерский университет), а уже через год основал консультационную фирму, длительное время известную как Linnhoff March International, которая впоследствии была приобретена компанией KBC Energy Services.
С тех пор было разработано множество уточнений методики для использования во многих отраслях промышленности, а также моделирование ситуаций и прогон данных без обработки. Разработаны программы как для подробного, точного расчёта, так и для упрощенного (через табличные процессоры) расчёта целевой энергии. Чаще всего для анализа используется бесплатная, свободно распространяемая программа PinchLeni.
В последние годы методика пинч-анализа вышла за рамки энергетических приложений. Сейчас она применяется также для анализа следующих систем:
- Массобменные процессы.[4]
- Пинч-анализ потребления воды.[5][6][7]
- Водородный пинч-анализ.[8][9]
- Пинч-анализ электроэнергии.[10]
- Пинч-анализ СО2[11].

## Недостатки и решения
Классический пинч-анализ в первую очередь сконцентрирован на вычислении энергозатрат на нагрев и охлаждение. В точке пинча, где потенциал горячих и холодных потоков наиболее ограничен, требуются значительная теплообменная поверхность, чтобы передача тепла между горячим и холодным потоками была эффективной. Очевидно, что большие теплообменники влекут за собой высокие инвестиционные затраты. На практике для уменьшения капитальных затрат целесообразно задаваться невысоким значением минимальной разности температур (ΔT) в точке пинча. Таким образом, появляется возможность оценить площадь теплообменника и капитальные затраты, а, следовательно, и оптимальное минимальное значение ΔT. Однако, кривая затрат имеет пологий профиль, и на оптимум могут повлиять так называемые «топологические ловушки». Кроме того, пинч-метод не всегда подходит для простых сетей теплообмена или случаев, когда существуют серьёзные технологические ограничения. Эти аспекты подробно рассмотрел Кемп (2006).
Обозначенные недостатки классического пинч-анализа были решены под руководством академика РАН В.П. Мешалкина, группой ученых (Л.М. Ульев, Р.Е. Чибисов, М.В. Канищев, М.А. Васильев). Для проведения реконструкций технологических установок, с целью повышения энергетической эффективности, с учетом ограничений действующего производства авторами был разработан и апробирован метод THErmodynamic BAckground of SYnthesis Criteria SELection Of Optimal Processes или THE BASYC SELOOP©. Как в свое время пинч-анализ превратил процесс проектирования энергоэффективных систем теплообмена ХТС из эвристики в научный метод, так и SELOOP-анализ с помощью введения дополнительных правил для учета конкретных ограничений в изменении исследуемого процесса, позволяет синтезировать сеточную диаграмму рекуперативной системы теплообмена для технически реализуемого проекта ее реконструкции. Поэтому решения, разработанные с использованием метода SELOOP-анализа, не только гарантированно могут быть реализованы на действующих предприятиях, но и несмотря на меньший эффект экономии топливно-энергетических ресурсов по сравнению с пинч проектами чаще всего имеют более высокие показатели экономической эффективности (NPV, IRR, DPP, PI) за счет меньших капитальных затрат, вследствие максимального использования существующего оборудования.

## Последние достижения
Проблема интеграции тепла между горячими и холодными потоками, а также создания оптимальной теплообменной сети (в частности, с точки зрения капитальных затрат), сегодня может быть решена с помощью различных числовых алгоритмов.
Сеть может быть представлена как задача смешанного целочисленного нелинейного программирования (MINLP) и решена при помощи соответствующего алгоритма. Тем не менее, более масштабные MINLP-задачи всё еще трудно разрешимы даже для современных численных алгоритмов. В качестве альтернативы был предпринят ряд попыток сформулировать MINLP-задачи для смешанных целочисленных линейных задач, с последующими проверкой и оптимизацией возможных сетей. Для простых сетей, состоящих из нескольких потоков и теплообменников, вполне достаточно методов проектирования вручную, с использованием простейшего программного обеспечения. Они вполне адекватны с точки зрения получаемого результата и эффективно помогают инженеру разобраться в процессе.

## Программное обеспечение
- SPRINT[16] -  программное обеспечение, которое разработано Университетом Манчестера (CPI UMIST). Этот продукт является одним из самых функциональных программных пакетов, который постоянно обновляется на основании последних научных разработок.

- PinCH[17] – программное обеспечение для непрерывных и периодических процессов, включая побочные циклы рекуперации тепла и энергохранилища. Бесплатны руководства, учебные пособия, тематические исследования;

- HeatIT[18] – бесплатная (легкая) версия программного обеспечения пинч-анализа, работает в Excel – разработана  Pinchco, консалтинговой компанией, предоставляющей консультации экспертов по вопросам, связанные с энергетикой;
- Simulis Pinch[19]- инструмент от ProSim SA, может использоваться непосредственно в Excel и предназначен для диагностики и энергетической интеграции процессов;
- Pinexo[20] – обширное программное обеспечение, предлагающее альтернативные решения с их сроками окупаемости. Разработано на основе исследований в Техническом университете Чалмерса, Гётеборг, Швеция.
- Integration[21] – практический и недорогой инструмент для расчета интеграции процессов, разработанный CanmetENERGY, ведущей исследовательской и технологической организацией Канады в области чистой энергии.
- Программа Pinch – SELOOP для выполнения пинч и SELOOP – анализа на промышленных и коммунальных предприятиях Архивная копия от 18 октября 2019 на Wayback Machine